# 相炜
相炜（1917年—1993年），男，辽宁营口人，中华人民共和国军事人物，中国人民解放军少将，曾任中国人民解放军军事科学院政治部主任、副政治委员。